# ماريا هيريرا
ماريا هيريرا (بالإسبانية: María Herrera)‏ مواليد 26 أغسطس 1996 في إسبانيا، هي متسابقة دراجات نارية إسبانية. نافست في الجائزة الكبرى للدراجات النارية في فئة موتو 3 وبدأت فيها سنة 2013.

## النتائج

### حسب الموسم
| الموسم | الفئة  | الدراجة   | السباق | الفوز | المنصة | الانطلاق | أسرع لفة | النقاط | الترتيب |
| ------ | ------ | --------- | ------ | ----- | ------ | -------- | -------- | ------ | ------- |
| 2013   | موتو 3 | كي تي إم  | 1      | 0     | 0      | 0        | 0        | 0      | ن.غ.م   |
| 2014   | موتو 3 | هوندا     | 3      | 0     | 0      | 0        | 0        | 0      | ن.غ.م   |
| 2015   | موتو 3 | هوسكفارنا | 18     | 0     | 0      | 0        | 0        | 9      | 29      |
| 2016   | موتو 3 | كي تي إم  | 6      | 0     | 0      | 0        | 0        | 2*     | 22*     |
| إجمالي |        |           | 25     | 0     | 0      | 0        | 0        | 11     |         |

* موسم مستمر.

### السباقات حسب السنة
(مفتاح)
| السنة | الفئة  | الدراجة   | 1      | 2             | 3              | 4            | 5        | 6          | 7             | 8           | 9            | 10         | 11       | 12            | 13            | 14       | 15         | 16          | 17         | 18        | مركز. | نقاط |
| ----- | ------ | --------- | ------ | ------------- | -------------- | ------------ | -------- | ---------- | ------------- | ----------- | ------------ | ---------- | -------- | ------------- | ------------- | -------- | ---------- | ----------- | ---------- | --------- | ----- | ---- |
| 2013  | موتو 3 | كي تي إم  | قطر    | الأمريكتان    | إسبانيا        | فرنسا        | إيطاليا  | كتالونيا   | هولندا        | ألمانيا     | إنديانا      | تشيك       | بريطانيا | سان مارينو    | أرغون 29      | ماليزيا  | أستراليا   | اليابان     | بلنسية     |           | ن.غ.م | 0    |
| 2014  | موتو 3 | هوندا     | قطر    | الأمريكتان    | الأرجنتين      | إسبانيا 17   | فرنسا    | إيطاليا    | كتالونيا ل.ين | هولندا      | ألمانيا      | إنديانا    | تشيك     | بريطانيا      | سان مارينو    | أرغون    | اليابان    | أستراليا    | ماليزيا    | بلنسية 27 | ن.غ.م | 0    |
| 2015  | موتو 3 | هوسكفارنا | قطر 22 | الأمريكتان 17 | الأرجنتين ل.ين | إسبانيا ل.ين | فرنسا 19 | إيطاليا 21 | كتالونيا 15   | هولندا ل.ين | ألمانيا ل.ين | إنديانا 24 | تشيك 23  | بريطانيا ل.ين | سان مارينو 24 | أرغون 13 | اليابان 26 | أستراليا 11 | ماليزيا 18 | بلنسية 21 | 29    | 9    |
| 2016  | موتو 3 | كي تي إم  | قطر 16 | الأرجنتين 14  | الأمريكتان 23  | إسبانيا 19   | فرنسا 21 | إيطاليا 21 | كتالونيا      | هولندا      | ألمانيا      | بريطانيا   | النمسا   | تشيك          | سان مارينو    | أرغون    | ماليزيا    | اليابان     | أستراليا   | بلنسية    | 25*   | 2*   |

* موسم مستمر.

## روابط خارجية
- ماريا هيريرا على موقع MotoGP.com (الإنجليزية)
- ماريا هيريرا على موقع WorldSBK.com (الإنجليزية)
- ماريا هيريرا على موقع AS.com (الإسبانية)